# Foucarville
Foucarville è un ex comune francese di 134 abitanti situato nel dipartimento della Manica nella regione della Normandia. Il 1 gennaio 2016 infatti è stato fuso, insieme ad altri comuni vicini, tra i quali Sainte-Mère-Église, che ha dato il nome al nuovo comune. 

Compare nel livello Il blocco di Foucarville nel videogioco "Brothers in arms : road to hill 30", ambientato durante la seconda guerra mondiale.

## Società

### Evoluzione demografica
Abitanti censiti